# Hawker Siddeley Harrier
L'Hawker Siddeley Harrier ("Albanella") è un aereo imbarcato da attacco al suolo progettato e prodotto dall'azienda britannica Hawker Siddeley a partire dagli anni' 60. L'Harrier fu il primo aereo da attacco al suolo con capacità di decollo verticale (V/STOL).
L'Harrier ha avuto molto successo in termini di tecnica ed operatività, tanto che ne sono state ricavate versioni imbarcate per la Royal Navy e i Marines. Discusso per il ridotto carico utile e raggio d'azione, la sua versione navalizzata, il Sea Harrier, dimostrò il suo valore bellico ed operativo durante la guerra delle Falkland (o Malvinas) nel 1982, dove fu soprannominato dai piloti argentini la muerte negra per la sua livrea color antracite e per le terribili perdite che inflisse ai Dagger ed A4 Skyhawk argentini. Il costo elevato, a causa delle sue peculiari caratteristiche V/STOL, ne ha tuttavia limitato la diffusione all'estero. Un suo derivato supersonico, conosciuto come progetto P.1154, non ha avuto seguito.
Dopo la acquisizione della Hawker da parte della British Aerospace (BAe), una versione statunitense fu sviluppata dalla McDonnell Douglas (oggi Boeing) e venne chiamata AV-8B Harrier II.

## Storia

### Sviluppo

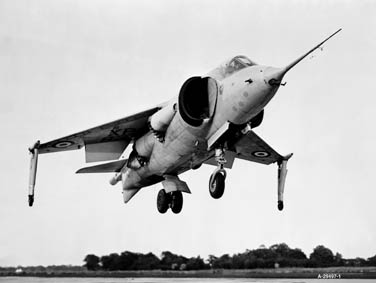
Un Hawker P.1127 della NASA al decollo

Lo Hawker P.1127 fu il primo esempio di aereo a decollo / atterraggio verticale, e anche la NASA se ne interessò subito. Il cuore dell'aereo era una turboventola che emetteva il getto necessario per la spinta attraverso quattro ugelli, due anteriori freddi e due posteriori caldi. Questi ugelli potevano ruotare lungo un arco di 100° per portare l'aereo da un volo orizzontale ad uno a punto fisso, o addirittura dare una leggera spinta all'indietro.

### Impiego operativo

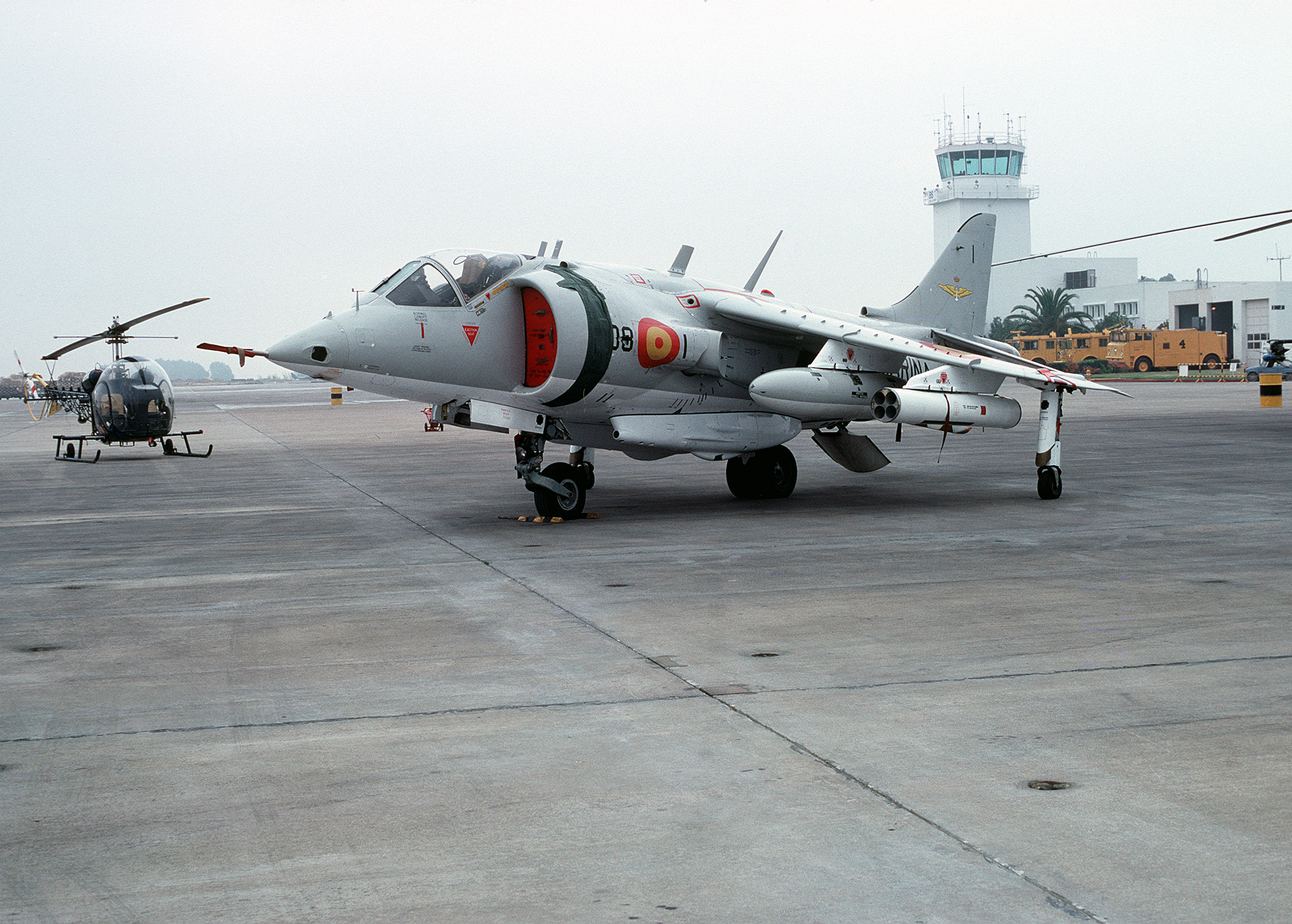
Un AV8-A Matador della Armada Española.

Oltre alla RAF e alla Royal Navy, la Marina Indiana lo ha utilizzato nella versione navalizzata per le sue portaerei Vikrant e Viraat, ex navi britanniche.
La marina spagnola ed i marines statunitensi ne hanno acquistati rispettivamente 20 e 120, i primi chiamati AV8 Matador ed i secondi AV8A.
Entrambe le versioni sono essenzialmente dei GR.3 privi del designatore laser nel muso (cioè GR.3 prima versione) con minime modifiche all'avionica (per conformarsi a quella in uso nei rispettivi paesi) e alle radio.
I velivoli spagnoli sono dotati di due vistose antenne a lama sul dorso della fusoliera, per comunicare con la "portaerei" e le truppe a terra.
I velivoli Americani invece sono dotati solo di un'antenna a lama.
Dall'AV8A discende l'AV8C, costruita però in pochi esemplari, e comprendente modifiche all'avionica oltre all'aggiunta di due vistosissime pinne ventrali sui cannoncini, ancora più grandi di quelle già installate, e molto simili a quelle degli AV8B americani.

## Versioni

### Varianti terrestri

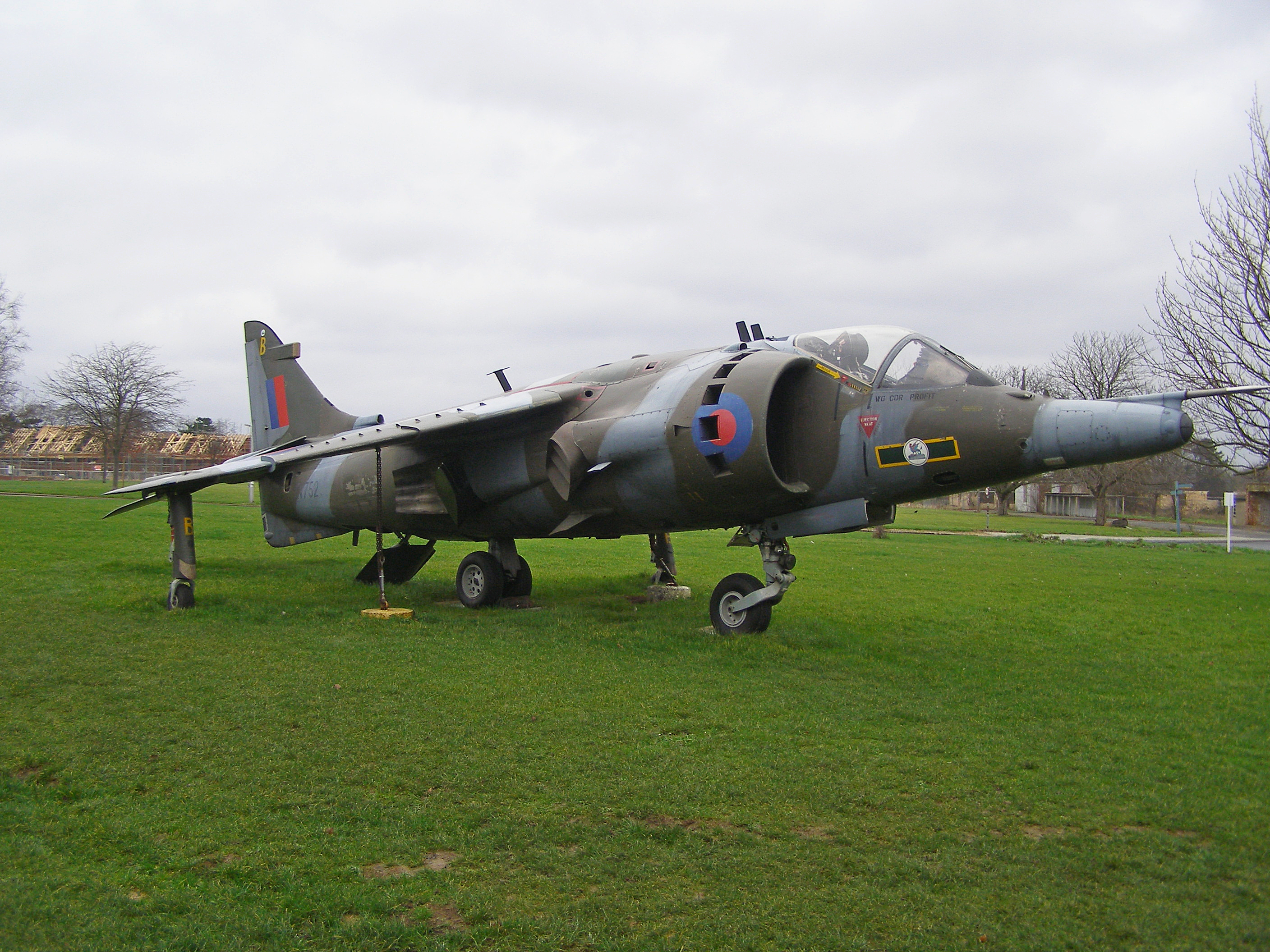
Uno Harrier GR.3 radiato ed in mostra a Bletchley Park, in Inghilterra

Le versioni terrestri sono state la GR.1, GR.3 (successivamente migliorata con un telemetro laser / rilevatore laser nel caratteristico muso alla "Snoopy"), GR.5, GR.7 e GR.9 monoposto e GR.2, GR.4 biposto per addestramento operativo. La GR.7 e la GR.9 hanno capacità ognitempo e notturne, grazie ad un Flir montato sopra il musetto e agli NVG (Night Vision Goggles) indossati dal pilota.
Dalla versione GR.5 in poi gli aerei sono dotati della nuova ala, più lunga del 50%, con quattro piloni in più e capace di trasportare carburante in serbatoi integrati dentro l'ala stessa.
Anche la cabina di pilotaggio è stata modificata : rialzata, con un nuovo muso e con nuova strumentazione, nonché con comandi HOTAS.
Interessante notare come la RAF abbia dotato i propri Harrier GR. 5, 7 e 9 di un sistema ad aria compressa per sganciare gli NVG dal casco di volo del pilota subito prima dell'eiezione, per evitare ferite al collo dovute alla resistenza aerodinamica creata dagli NVG stessi quando il pilota lascia la cabina.

### Varianti navali

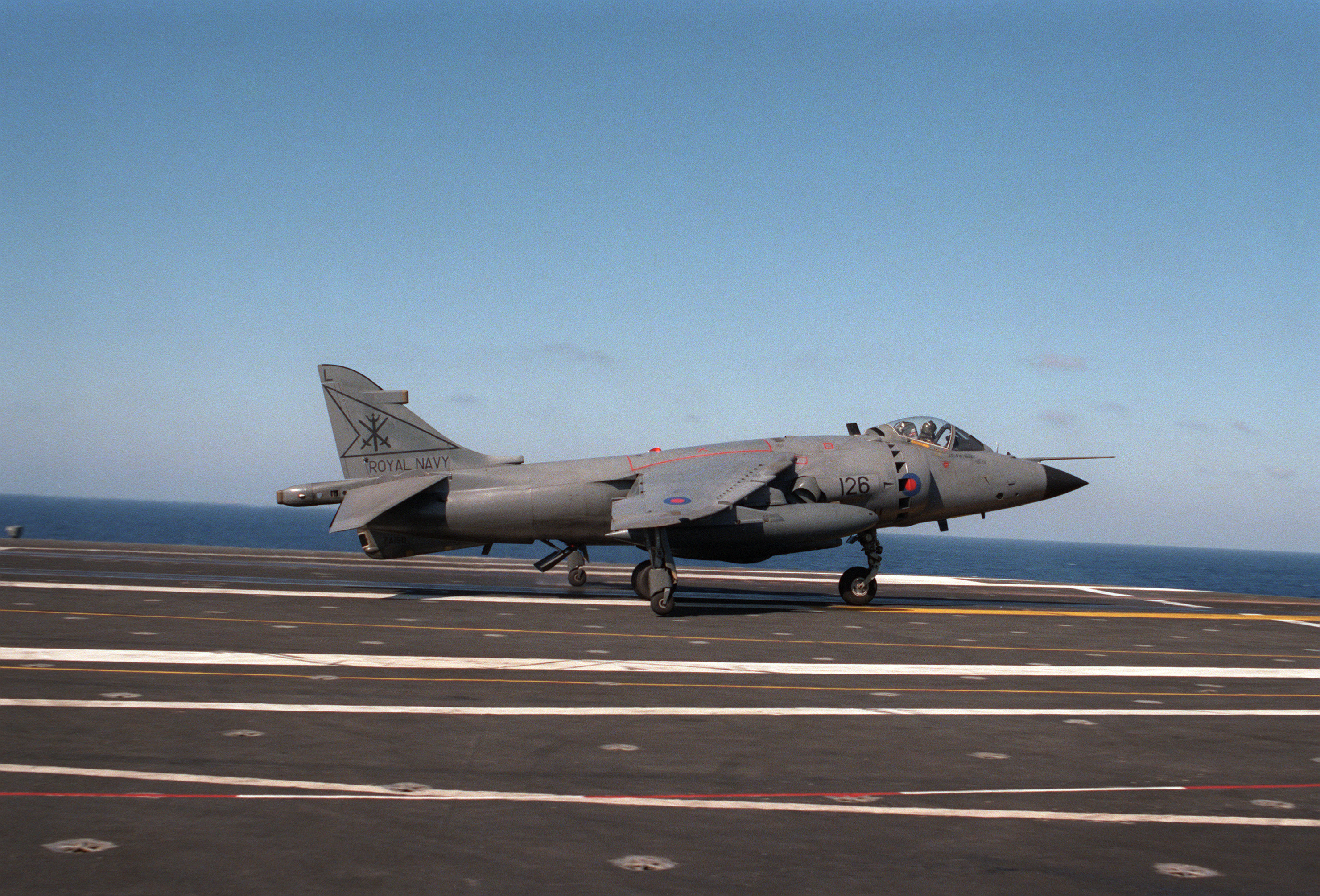
Un Sea Harrier protagonista della guerra delle Falkland, sul ponte della portaerei USS Dwight D. Eisenhower nel 1984; questo esemplare, ai comandi del Lt. Steve Thomas, abbatté due IAI Dagger argentini il 21 maggio 1982

Le versioni navali sono state la FRS Mk1 e FRS Mk2 (Fighter Recon Strike) per la Royal Navy e la FRS Mk51 per la marina indiana.
La versione FRS Mk1 è essenzialmente un GR.3 con il muso modificato per ospitare un radar di ricerca e tiro Blue Fox e un abitacolo rialzato, non per aumentare la visibilità del pilota (cosa comunque bene accetta e necessaria), ma per fornire più spazio sul cockpit per alloggiare lo schermo del radar ed i relativi comandi.
La FRS Mk1, così come la GR.1 può trasportare due missili Sidewinder sui piloni subalari esterni.
Successivamente alla guerra delle Falkland gli Harrier furono dotati di "mensole" per il trasporto di quattro Sidewinder sui due piloni subalari esterni (due per pilone). Verniciati integralmente di un colore grigio antracite che si adattava alle esigenze mimetiche del Sud Atlantico, vennero soprannominati la muerte negra (la morte nera) dagli argentini, stabilendo un'assoluta superiorità aerea sulle isole, abbattendo in vari duelli i Mirage IIIC, A4 Skyhawk e IAI Dagger senza subire perdite; i Sea Harrier persi furono vittime del fuoco dell'artiglieria o dei missili antiaerei lanciati da terra.
Nonostante il grande successo della versione FRS Mk 1 nella guerra delle Falkland, i suoi limiti furono subito evidenti:
radar troppo poco potente, poco sofisticato e con una capacità Look Down / Shoot Down (localizzare bersagli a una quota inferiore a quella dell'aereo e colpirli) molto limitata in presenza di terraferma, oltre alla mancanza di missili a guida radar. Alla mancanza iniziale di dispensatori di chaff (laminette di alluminio per il disturbo passivo delle frequenze radar avversarie) gli equipaggi sopperirono con l'ingegno, inserendo strisce di stagnola tagliate artigianalmente negli aerofreni, in modo da avere a disposizione almeno una "nuvola" di disturbo per ogni missione

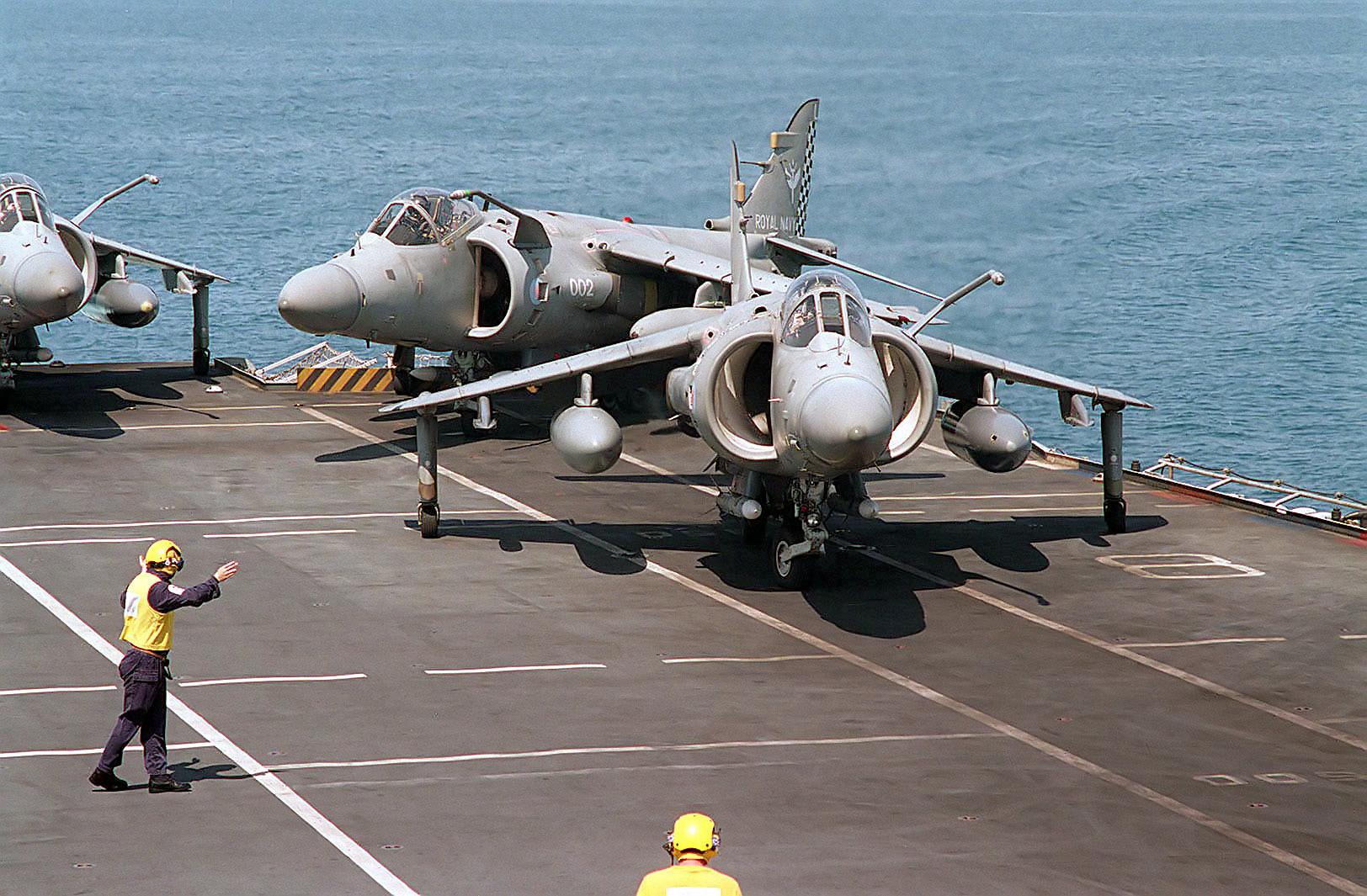
Sea Harrier FA2 sul ponte della portaerei Illustrious nel golfo Persico

Tutto ciò portò alla versione successiva, la FRS Mk2, con un radar Blue Vixen con capacità Look Down / Shoot Down e missili AIM-120 Slammer a guida radar attiva.
La ridotta potenza del motore e quindi la ridotta capacità di bring back (cioè la capacità di riportare a casa le armi non utilizzate), soprattutto in climi caldi, ne ha determinato il ritiro alla metà del 2006, e la sostituzione con la versione GR.9, che però non è dotato di radar e di conseguenza non ha capacità di impiegare missili a guida radar attiva, cioè guidati dal radar dell'aereo lanciatore.

## Armamento
Le versioni fino alla GR.3, incluse le versioni FRS Mk 1 e 2 hanno quattro piloni subalari, e tre sotto la fusoliera, due dei quali dedicati solo agli eventuali cannoncini ADEN da 30 mm (con 150 colpi). Qualora i cannoncini non fossero presenti, venivano montate due piccole pinne ventrali, che aiutavano ad intrappolare un "cuscino" d'aria durante l'hovering, e quindi ad aumentare la capacità di sostentamento dell'Harrier.
La versione FRS Mk2, unica nel suo genere, può trasportare due missili AIM-120 AMRAAM Slammer al posto dei due cannoncini Aden.
Solo i due piloni subalari interni sono dotati di connessioni per i serbatoi di carburante.
Uno dei cannoncini può essere sostituito con un pod per contromisure elettroniche, di foggia simile a quella di un normale cannoncino. Questo pod è stato impiegato limitatamente nelle Falklands dai GR.3.
Queste versioni impiegavano tipicamente razzi aria-terra Matra da 68 mm (19 razzi per pod), bombe a grappolo BL755 e bombe non guidate da 450 kg, oltre ai missili Sidewinder (solo sui piloni subalari esterni) e ai pod con bombe da esercitazione.
Al pilone ventrale può essere agganciato un pod da ricognizione con 5 macchine fotografiche, 1 anteriore e 4 laterali panoramiche, per fornire una panoramica da orizzonte ad orizzonte.
La versione GR.3 è inoltre capace di trasportare bombe a guida laser (come avvenne durante la guerra delle Falkland) da 450 kg e dal 2007 il modello GR.9 è abilitato all'uso delle Paveway.
Le versioni FRS possono anche trasportare missili antinave Sea Eagle, radiati però alla fine degli anni novanta, a causa della loro incapacità di operare in ambienti litoranei.
Le Versioni GR. 5, 7 e 9 hanno invece otto piloni subalari e 3 ventrali.
Su due dei piloni ventrali possono essere montati due cannoncini da 25 mm, sostituti dei vecchi cannoncini ADEN da 30 mm.
Ironia della sorte, questi nuovi cannoncini non sono ancora entrati in servizio, a causa di continui problemi di sviluppo.
Uno di questi cannoncini può essere rimpiazzato, nelle versioni GR.7 e 9, da un pod Lightening II, di designazione laser per bombe a guida laser della classe Paveway.
Quando i cannoncini non sono installati, al loro posto sono presenti due pinne, per gli stessi motivi prima elencati.
Degli otto piloni subalari, due sono dedicati esclusivamente ai Sidewinder (i secondi dall'interno), per liberare gli altri piloni per altri carichi offensivi. 
Questi piloni sono montati sulle carenature dei ruotini di estremità, e si protendono notevolmente in avanti; nella versione GR.9 sono anche dotati di contenitori-lanciatori di chaff.
I piloni subalari interni e intermedi (ma non quelli per i Sidewinder né quelli più esterni) sono dotati di connessioni per il trasporto di serbatoi supplementari.
L'armamento trasportabile è uguale a quello dei precedenti GR.3, con in più l'aggiunta di missili Maverick (raramente utilizzati).
La versione GR.9 è dotata anche dei nuovissimi missili anticarro Brimstone, trasportabili su tutti i piloni subalari (eccetto quelli riservati ai Sidewinder) su rastrelliere triple, per un totale massimo di 18 missili.
Questi missili sono stati richiesti dalla RAF come rimpiazzo per le ormai vecchie bombe a grappolo anticarro BL755.

## Evoluzione dell'Harrier
- Hawker Siddeley Harrier - 1ª generazione di Harrier
- BAE Sea Harrier - versione imbarcata dell'Harrier
- McDonnell Douglas AV-8B Harrier II - 2ª generazione di Harrier
- BAE Harrier II - 2ª generazione di Harrier

## Utilizzatori
India
- Indian Naval Air Arm

vedi British Aerospace Sea Harrier
 Regno Unito
- Royal Air Force

156 esemplari (124 monoposto + 32 biposto)
vedi anche British Aerospace Harrier II
 Spagna
- Flotilla de Aeronaves

10 AV-8A(S) e due addestratori TAV-8A(S) consegnati tra la fine del 1975 e l'inizio del 1981.
vedi anche McDonnell Douglas-BAe AV-8B Harrier II
 Stati Uniti
- US Marine Corps

110 esemplari consegnati (102 monoposto + 8 biposto)
vedi anche McDonnell Douglas-BAe AV-8B Harrier II
 Thailandia
- Royal Thai Navy

7 AV-8S Matador 2 TAV-8S ex Armada Española ricevuti nel 1997. Venivano utilizzati sulla portaerei HTMS Chakri Naruebet. Attualmente un biposto è esposto presso il Museo della marina thailandese, un monoposto presso il museo dell'aeronautica thailandese e un altro monoposto esposto su pilone all'esterno dell'aeroporto internazionale di U-Tapao.
totale produzione : 283 • 237 monoposto + 46 biposto